# William Bateson
William Bateson (Whitby, 8 agosto 1861 – Londra, 8 febbraio 1926) è stato un genetista britannico.
Fu il primo ad usare il termine genetica per descrivere lo studio dell'ereditarietà e della variabilità genetica.

## Biografia
Bateson nacque a Whitby, nella contea inglese dello Yorkshire, e frequentò la Scuola di Rugby e il St John's College a Cambridge. Ha divulgato il lavoro di Gregor Mendel nei paesi di lingua inglese.
Fu coinvolto in un'aspra disputa con i biometristi condotta da Walter Frank Raphael Weldon, che era stato suo insegnante, e da Karl Pearson. I biometristi dubitavano di gran parte delle ipotesi di Mendel sull'ereditarietà e credevano che l'evoluzione procedesse gradualmente più che a salti. Queste divergenze furono poi risolte con la moderna sintesi evoluzionistica.
Scrisse il trattato Materials for the study of variation: treated with special regard to discontinuity in the origin of species (Materiali per lo studio della variazione: trattato con riguardo speciale alla discontinuità nell'origine delle specie, 1894), in cui catalogò alcune variazioni fisiche insolite in esemplari di animali e classificò ogni variazione come deviazione dal numero previsto di una certa parte del corpo o come sostituzione di una parte del corpo (che chiamò omeotica).
Tra le variazioni animali che studiò si trovano:
- Api con zampe al posto delle antenne;
- Gamberi con più ovidotti del normale;
- Esseri umani, con polidattilia, costole e capezzoli in più.[2]

Bateson fu il primo a suggerire il termine "genetica" (dal Greco genno, γεννώ; dare origine) per descrivere lo studio dell'ereditarietà e della variabilità genetica in una lettera personale ad Alan (o Adam) Sedgwick, datata 18 aprile 1905.
Usò pubblicamente tale termine nella Terza conferenza internazionale sull'ibridizzazione delle piante, svoltasi a Londra nel 1906, tre anni prima che Wilhelm Johannsen usasse la parola gene per descrivere le unità dell'informazione ereditaria, perciò il fenomeno del fenotipo venne studiato prima della scoperta dei geni.
Fu co-scopritore, insieme con Reginald Punnett, del collegamento genetico. I due fondarono il Journal of Genetics nel 1910. Suo figlio fu il noto antropologo Gregory Bateson.

## Opere
- Materials for the study of variation: treated with especial regard to discontinuity in the origin of species. London, Macmillan and co., 1894.
- The methods and scope of genetics. Cambridge, University Press, 1908.
- Mendels principles of heredity. Cambridge, University press, 1909.
- Problems of genetics. Oxford, University Press, 1913.
- Scientific papers of William Bateson, 2 vol. Cambridge, University press, 1928.

| Bateson è l'abbreviazione standard utilizzata per le specie animali descritte da William Bateson. Categoria:Taxa classificati da William Bateson |